# Metacatharsius pumilionis
Metacatharsius pumilionis là một loài bọ cánh cứng trong họ Bọ hung (Scarabaeidae).